# Fonte tipográfica
Uma fonte tipográfica (também chamada tipo ou, simplesmente, fonte) é um padrão, variedade ou coleção de caracteres tipográficos com o mesmo desenho ou atributos e, por vezes, com o mesmo tamanho (corpo). Assim, dizemos fonte Garamond, fonte Ale, ou fonte negrita, fonte itálica. A utilização do anglicismo fonte com o sentido de tipo se deve principalmente à disseminação desde a década de 80 por usuários de computadores anglicizados e por programas Microsoft adaptados para o português, a partir do termo inglês font (do latim fundita, do verbo fundere, fundir), que tem uma origem diversa da origem da palavra fonte do português (do latim fons, fontis, à qual corresponde fount ou fountain em inglês). Embora o processador de texto Microsoft Word e não só na versão portuguesa de Portugal use a expressão "tipo de letra" em vez de fonte, as duas nomenclaturas são perfeitamente aceitas e corretas, sendo o termo fonte, em particular, muito mais usado e difundido no Português do Brasil.
A expressão fonte tipográfica é eventualmente usada como um sinónimo de família tipográfica. A família tipográfica, porém, é geralmente descrita como um conjunto de variações de determinada fonte (negrito, itálico, versalete, etc.).

## História
Antes da tipografia digital não havia confusão entre fonte (que não era usada em português de Portugal) e família tipográfica. No passado, onde e quando era usada, fonte era uma referência de peso ou quantidade de tipos. Além disso, cada conjunto de um determinado corpo (tamanho) de tipo era adquirido separadamente, isso valia também para as variações do tipo (itálico, versalete, etc.).
Hoje, quando alguém adquire uma determinada família tipográfica, na maioria dos casos, está adquirindo um arquivo digital com todos os possíveis corpos (tamanhos) e muitas vezes as variações do tipo também. Isso se deve ao fato dos tipos digitais serem vetoriais, portanto, escalonáveis, ou seja, não é necessário produzir cada corpo do tipo.
É curioso que a palavra fonte, onde era usada, tenha sobrevivido à mudança tecnológica, isso talvez se deva ao fato de que nem sempre uma fundidora de tipos digitais ofereça todas as variações de uma determinada família em apenas um conjunto. Por exemplo, uma versão versalete pode não pertencer a um conjunto de uma determinada família. Logo seria necessário adquirir a "fonte versalete" daquela família separadamente.
Portanto, a princípio, a fonte ou, mais corretamente, o tipo de letra, refere-se apenas a cada conjunto, mesmo que incompleto, de uma família tipográfica. Mas como isso não tem a mesma importância que já teve o termo fonte tem sido usado como sinônimo de família, pois a maioria dos tipos não existe mais fisicamente.
Informações sobre a história da tipografia, com numerosas referências em língua portuguesa e outras línguas, encontram-se, por exemplo, no trabalho de Paulo Heitlinger.

## Anatomia do tipo de letra
Tipógrafos desenvolveram um vocabulário compreensivo para descrever os muitos aspectos de tipos de fontes e tipografia. Alguns vocabulários aplicam-se apenas a um subconjunto de todas as escritas. Serifas, por exemplo, são uma característica puramente decorativa dos tipos de letra usadas para escritos europeus, enquanto que os glifos usados em escritos árabes e no leste asiático possuem características (como largura do traço) que podem ser similares em alguns aspectos mas não podem ser razoavelmente chamados de serifas e podem não ser puramente decorativos.

### Corpo
O corpo do tipo corresponde ao tamanho da letra.
Na tipografia mecânica, o corpo é a largura do tipo, medida na direção de alto a baixo do caracter (ou seja, do ascendente ao descendente), expresso em pontos (1pt = 0.376mm = 1/12 de cícero ou de paica). O corpo determina o espaçamento mínimo entre linhas.

### Serifas
Os tipos de letra podem ser dividido em duas categorias principais: serifa e sem serifa. Serifas incluem os pequenos elementos nas extremidades de "derrames" dentro das letras. A indústria de impressão refere-se aos tipos de fonte sem serifa como sans serif (do francês sans, significando sem), ou como grotesque (ou, em alemão, grotesk).

### Caixas
As caixas são os conjuntos de letras de determinadas fontes. Existem três tipos de caixas: “CAIXA ALTA”, “caixa baixa“ e os “versaletes” (pronúncia: versalêtes). A caixa baixa representa o conjunto de letras minúsculas presentes em uma determinada fonte, sendo portanto, menor do que as de caixa alta, que por sua vez, é o conjunto de letras maiúsculas presentes em uma fonte. Os versaletes (ou small caps) são versões menores das letras maiúsculas representadas na caixa alta, tendo seu tamanho similar ao das letras minúsculas.

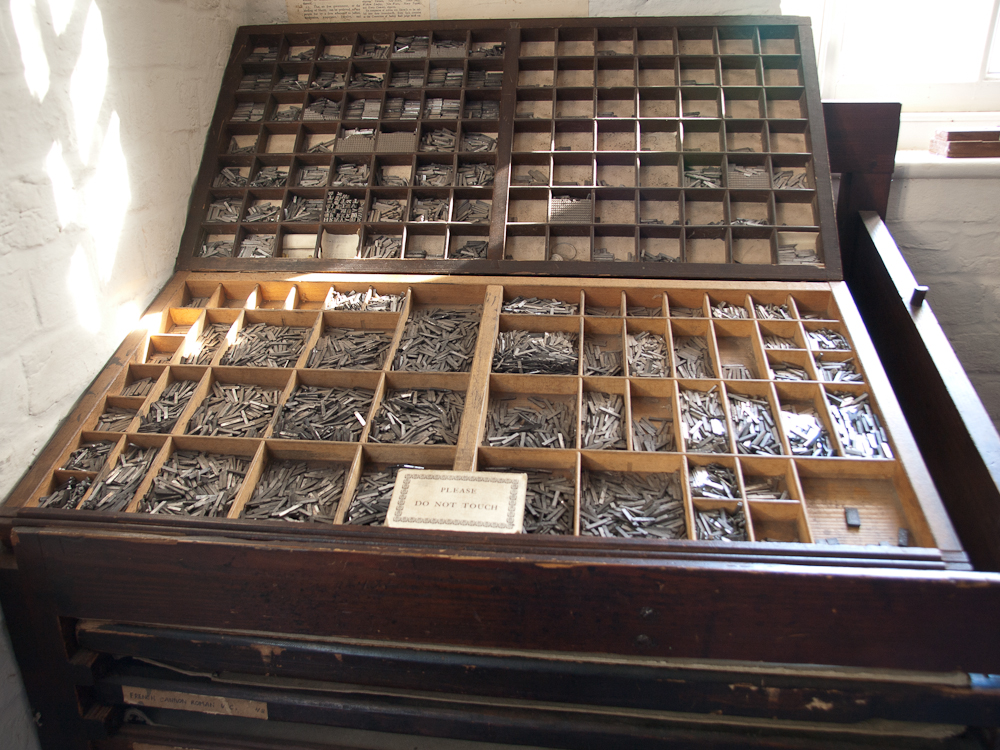
Caixa alta e caixa baixa em tipografia do Século XVIII

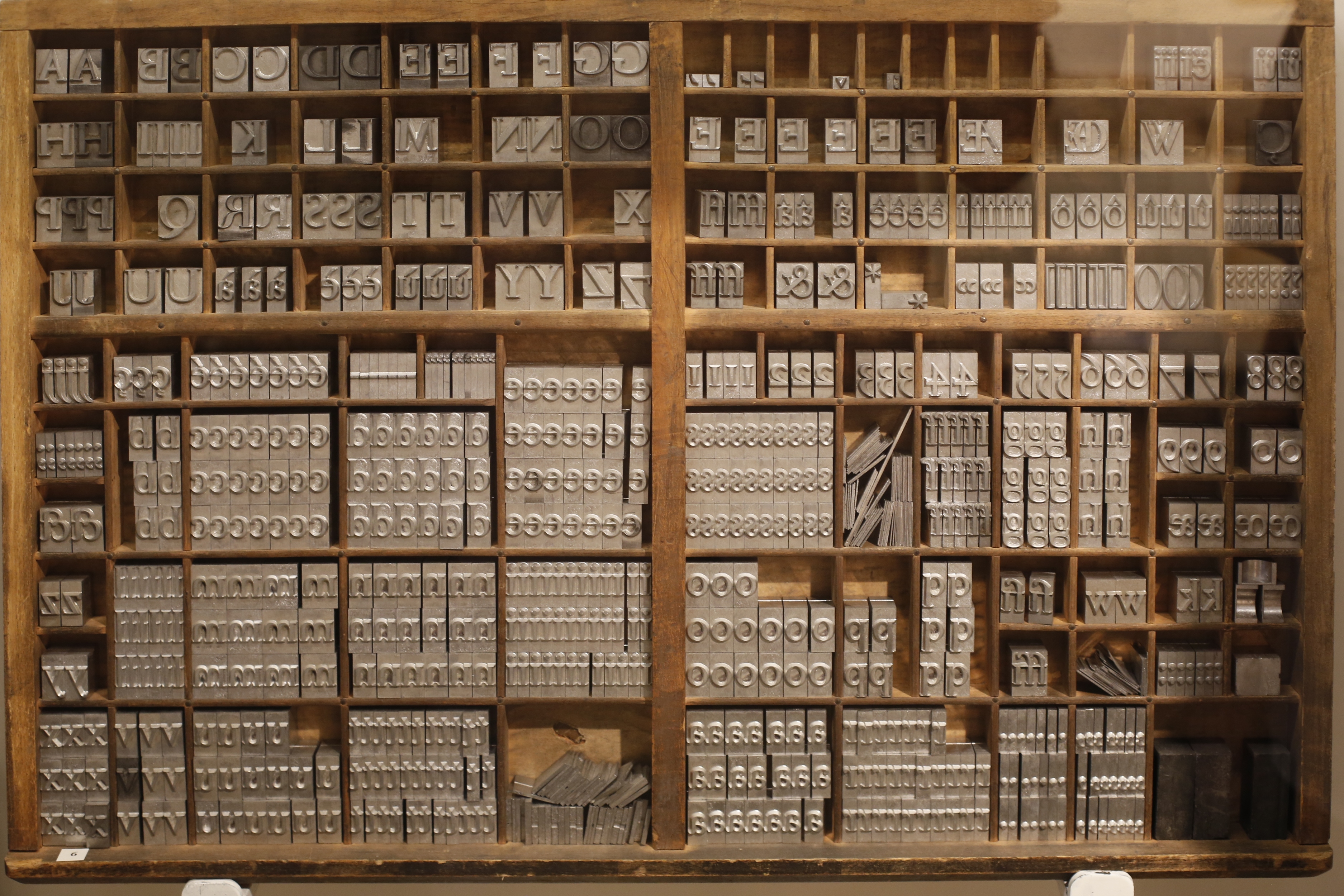
Caixa tipográfica (Grandjean − Museu Champollion)

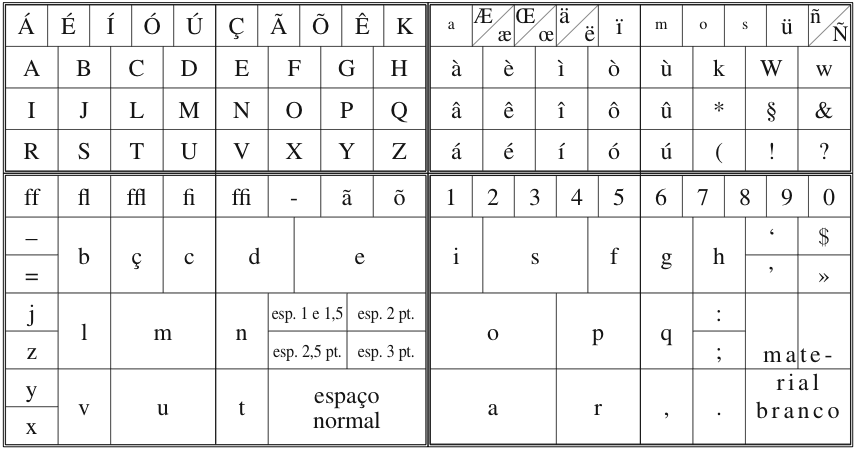
Esquema da disposição dos tipos em tipografia portuguesa

### Ascendentes
O ascendente de uma fonte é a parte da letra que se estende acima da altura de seu corpo. Está presente nas letras "b, d, f, k, h, l e t".

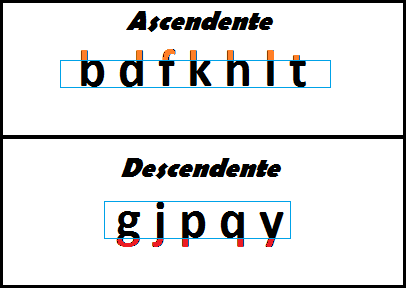
Representação de ascendentes e descendentes (em cores) da fonte Calibri.

### Descendentes
O descendente de uma fonte é a parte da letra que se estende abaixo da altura de seu corpo. É encontrado, por exemplo, nas letras "g, j, p, q, y", sendo que, algumas vezes, está presente na letra "J" em caixa alta.

### Famílias Tipográficas

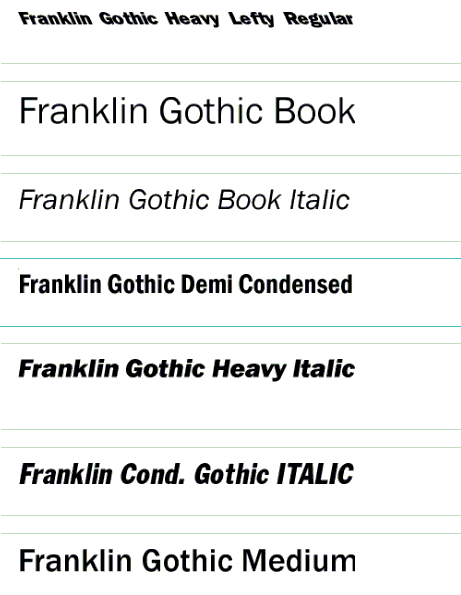
Algumas fontes integrantes da família tipográfica Franklin Gothic.

São um conjunto de fontes que possuem as mesmas características gráficas, porém, com algumas particularidades diferentes, como a adição de itálicos ou negritos nos mais diversos níveis de intensidade. Pode-se citar, por exemplo, a família Franklin Gothic.

### Ligaduras
São a junção de duas ou mais letras de uma mesma fonte, formando uma espécie de conexão. No português, a ligadura mais comum é a das letras FI (ﬁ), porém, pode-se destacar o uso da mesma nas letras ST, AE, OE, FF, IJ (ﬆ, Æ/æ, Œ/œ, ﬀ, Ĳ/ĳ), entre outras.

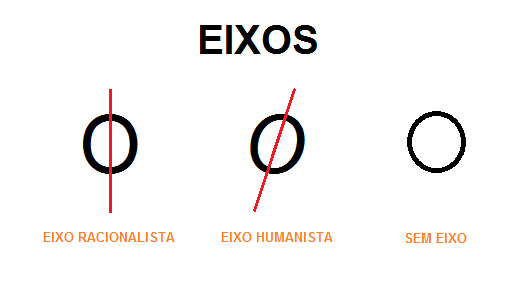
Representação dos eixos da letra O.

### Eixos
Diz respeito ao eixo de angulação dos traços de uma letra. Está presente, principalmente na letra O. No entanto, a mesma pode estar presente nas letras b, c, e, g, p e q. Há dois tipos de eixos: o humanista e o racionalista. O eixo humanista é aquele que apresenta uma determinada inclinação no formato da letra; normalmente é relacionado à escrita manual. O eixo racionalista apresenta eixo vertical, condizendo às formas neoclássicas e românticas. Dizemos que uma letra não possui eixo quando a mesma não apresentar nenhum grau de inclinação.